# Коуч, Ребекка
Ребекка Коуч (англ. Rebecca Couch, полное имя Rebecca Couch Denison; 1788—1863) — американская художница.

## Биография
Родилась 19 июня 1788 года в Реддинге, штат Коннектикут, и была старшим ребёнком и единственной дочерью Томаса Нэша Коуча и его жены Эбигейл Стеббинс Коуч.
Ещё учась в школе, Ребекка освоила технику акварели.
17 октября 1794 года она вышла замуж за Джеймса Денисона (James C. Denison), и они переехали в Лансингбург, штат Нью-Йорк, где они прожили до 1820-х годов. У родилось было семеро детей. Неизвестно точно, когда семья вернулась в родной город Ребекки Коуч.
Две картины Ребекки Коуч — «View of Litchfield» and «Connecticut House», выполненные акварелью и тушью на тканой бумаге, находятся в коллекции Музее народного искусства Эбби Олдрич Рокфеллера, в Уильямсберге, штат Виргиния.
Умерла 4 сентября 1863 года. Была похоронена вместе со своим мужем на кладбище Redding Ridge Cemetery.